# 信州上田おもてなし武将隊 真田幸村と十勇士
信州上田おもてなし武将隊 真田幸村と十勇士（しんしゅううえだおもてなしぶしょうたい さなだゆきむらとじゅうゆうし）は、上田城ならびに城下町「上田」をPRする目的で2012年に結成された長野県上田市の観光PR武将隊。いわゆる「おもてなし武将隊」のひとつ。
真田忍者由炎 
真田忍者火美 
伝説の真田忍者和緋

## 概要
2018年度（平成30年度）の武将隊は、上田城に名を遺す武将「真田幸村」と真田幸村に仕えたとされる10人の家臣「真田十勇士」と「真田忍者」と呼ばれる忍の衆で構成される。
活動内容は上田城・上田市の歴史説明や観光客との写真撮影、道案内（武将隊の城下町ガイド「真田氏ゆかりの地まち歩き」）など。
毎週土曜日､日曜日､祝祭日には当日お城番担当の武将による演舞「上田城二の丸演舞」が行われる。
また、月に一度、武将隊メンバー全員出演の｢信州上田城熱演舞」

## メンバー・武将一覧
| 武将名       | 名乗り口上 | 備考 |  |
| ------------ | --- | ---- |  |
| 真田幸村     | 関東勢百万と揃え、男は1人も中候、我こそは日の本一の兵、真田左衛門佐信繁、又の名を真田幸村！見参 |      |  |
| 猿飛佐助     | 神の山、あずまや山の麓、鳥居峠の山河で育ち、伝説の甲賀流忍者、戸沢白雲斎様の元、角間渓谷にて修行を致した。我が血、我が肉が打ちし太鼓の音は信濃の山。信州の川なり。放たれし大気の鼓動は結界となる。我が名は甲賀流忍者、真田十勇士筆頭。猿飛佐助！見参                                                        |      |  |
| 霧隠才蔵     | 伊賀流忍者 |      |  |
| 三好清海入道 | 出羽国は亀田城城主、三好六郎の子として性を受け、織田に滅ぼされたのちは縁子ある真田家の世話になったのが永禄11年の事。幸村様を赤子の子のよにお守り致してるのはこのわしじゃあ！八十間の金棒で敵兵をばったばったと薙ぎ倒す。怪力無双、三好清海入道。見参！                                                      |      |  |
| 三好伊佐入道 | 太閤殿下に百万の軍勢を眺めてみたい、とのお言葉を頂いたのは私の父、大谷刑部、幸村様が真田丸や茶臼山でご活躍なさったのは私の内助の効果あってのこと。日の本一の妻、真田幸村が正室、竹林院梅渓永春尼三好伊三入道、見参                                                                                          |      |  |
| 穴山小助     | おいらの叔父貴は穴山梅雪。武田家滅亡のきっかけを作った武将さ。そして、おいらは十議に熱い男 。幸村様からの信頼は1番さ✨その証拠に！影武者筆頭穴山小助！見参 |      |  |
| 筧十蔵       | では、ここで問題です。戦国の世において、一番の銃の使い手といえばー？わらわに決まっておる。奥州白石において父上のちしゅじは妾も守り倒しまする。実はうち、真田幸村が三女、そして伊達家鬼小十郎が妻阿梅、又の名を乱世一の狙撃手。筧十蔵見参                                                                    |      |  |
| 根津甚八     | |      |  |
| 由利鎌之助   | やぁ、やぁみなさん。いくぜ！へいっ！へいっ！へいっ！ありがとうございますぅ！おいらは鎖鎌の使い手、由利鎌之助、見参！ |      |  |
| 海野六郎     | 天下人、太閤殿下の両兵衛、竹中半兵衛成治、黒田官兵衛吉高、伊達の片倉小十郎景綱、上杉の直江山上兼続、漢の張遼、呉の周瑜、魏の司馬懿、数多軍師はいれど、某こそが史上最高。某、戦国一の軍師、海野六郎！見参。                                                                                                  |      |  |
| 望月六郎     | 拙者は天才火薬職人。大坂夏の陣においては徳川本陣に雨霰がごとく大筒を撃ち放った。拙者に壊さぬものなどない。十数えたのちにあの敵方の陣を吹き飛ばしてしんぜよう。十、九、八、七、六、(爆発音💣)天才も木から落ちる。実はうち真田幸村が四女あぐりにございまする。天才！火薬職人？ 天才！火薬職人望月六郎！見参！ |      |  |

| 武将名             | 名乗り口上 | 備考 |  |
| ------------------ | --- | ---- |  |
| 真田忍者由炎       | ここ信濃は数多の戦国武将に狙われておりました。まさに嵐の中の荒波を沈まずに航海できたのも我ら忍びの齎した情報による舵取りの賜物。現世におきましても影に影に忍びつつも、皆様もお支え致しまする。         |      |  |
|                    | |      |  |
| 真田忍者火美       | 私も影に影に忍びつつ、皆様をお支え致しまする。 |      |  |
| 伝説の真田忍者和緋 | 越中生まれの私が信州を愛し、ここ信濃が第二の故郷となりました。信濃川が千曲川に、ホタルイカが鮎に、立山が太郎山に変わりまする。私も影に影に忍びつつ、皆様をお支え致しまする。伝説の真田忍者和緋、見参！ |      |  |

| 武将名       | 名乗り口上                                                  | 備考     |  |
| ------------ | ----------------------------------------------------------- | -------- |  |
| 真田幸村     | 大河ドラマに2度出た伝説の武将！                             | 優しい。 |  |
| 猿飛佐助     | 甲賀流忍者！                                                |          |  |
| 筧十蔵       | 信州上田おもてなし武将隊のアルクマと言われておりい まする✨ |          |  |
| 真田忍者由炎 | 情報収集が得意な忍者さん。                                  |          |  |

## 活動記録
| 月日           | 活動内容                                         | 場所                         | 備考 |
| -------------- | ------------------------------------------------ | ---------------------------- | ---- |
| 4月16日        | 武将隊の城下町ガイド『真田氏ゆかりの地まち歩き』 |                              |      |
| 4月21日        | 武将隊の城下町ガイド『真田氏ゆかりの地まち歩き』 |                              |      |
| 4月28日        | 上田城二の丸演舞                                 | 上田城本丸跡地               |      |
| 5月3日         | 上田城二の丸演舞                                 | 旧上田市民会館前エントランス |      |
| 5月4日         | 上田城二の丸演舞                                 | 旧上田市民会館前エントランス |      |
| 5月5日         | 上田城二の丸演舞                                 | 旧上田市民会館前エントランス |      |
| 5月6日         | 信州上田城熱演舞                                 | 上田城本丸跡地               |      |
| 5月12日        | 上田城二の丸演舞                                 | 旧上田市民会館前エントランス |      |
| 5月21日        | 武将隊の城下町ガイド『真田氏ゆかりの地まち歩き』 |                              |      |
| 5月26日        | 上田城二の丸演舞                                 | 旧上田市民会館前エントランス |      |
| 6月9日         | 上田城二の丸演舞                                 | 旧上田市民会館前エントランス |      |
| 6月10日        | 上田城二の丸演舞                                 | 旧上田市民会館前エントランス |      |
| 6月11日        | 武将隊の城下町ガイド『真田氏ゆかりの地まち歩き』 |                              |      |
| 6月16日        | 上田城二の丸演舞                                 | 旧上田市民会館前エントランス |      |
| 6月17日        | 信州上田城熱演舞                                 | 上田城本丸跡地               |      |
| 6月30日        | 上田城二の丸演舞                                 | 旧上田市民会館前エントランス |      |
| 7月7日         | 上田城二の丸演舞                                 | 旧上田市民会館前エントランス |      |
| 7月7日         | 観光バスのお客様向け演舞                         |                              |      |
| 7月8日         | 武将隊の城下町ガイド『真田氏ゆかりの地まち歩き』 |                              |      |
| 7月14日        | 上田城二の丸演舞                                 | 旧上田市民会館前エントランス |      |
| 7月15日        | 信州上田城熱演舞                                 | 旧上田市民会館前エントランス |      |
| 7月21日        | 上田城二の丸演舞                                 | 旧上田市民会館前エントランス |      |
| 7月22日        | 上田城二の丸演舞                                 | 旧上田市民会館前エントランス |      |
| 8月5日         | 上田城二の丸演舞                                 | 旧上田市民会館前エントランス |      |
| 8月12日        | 信州上田城熱演舞                                 | 旧上田市民会館前エントランス |      |
| 8月14日        | 上田城二の丸演舞                                 | 旧上田市民会館前エントランス |      |
| 8月15日        | 上田城二の丸演舞                                 | 旧上田市民会館前エントランス |      |
| 8月26日        | 上田城二の丸演舞                                 | 旧上田市民会館前エントランス |      |
| 9月1日         | 上田城二の丸演舞                                 | 旧上田市民会館前エントランス |      |
| 9月9日         | 信州上田城熱演舞                                 | 旧上田市民会館前エントランス |      |
| 9月10日        | 武将隊の城下町ガイド『真田氏ゆかりの地まち歩き』 |                              |      |
| 9月15日        | 上田城二の丸演舞                                 | 旧上田市民会館前エントランス |      |
| 10月6日        | 上田城二の丸演舞                                 | 旧上田市民会館前エントランス |      |
| 10月7日        | 信州上田城熱演舞                                 | 旧上田市民会館前エントランス |      |
| 10月13日       | 上田城二の丸演舞                                 | 旧上田市民会館前エントランス |      |
| 10月14日       | 上田城二の丸演舞                                 | 旧上田市民会館前エントランス |      |
| 10月15日       | 武将隊の城下町ガイド『真田氏ゆかりの地まち歩き』 |                              |      |
| 10月21日       | 武将隊の城下町ガイド『真田氏ゆかりの地まち歩き』 |                              |      |
| 10月27日       | 上田城二の丸演舞                                 | 旧上田市民会館前エントランス |      |
| 10月28日       | 上田城二の丸演舞                                 | 旧上田市民会館前エントランス |      |
| 11月5日        | 武将隊の城下町ガイド『真田氏ゆかりの地まち歩き』 |                              |      |
| 11月17日       | 上田城二の丸演舞                                 | 旧上田市民会館前エントランス |      |
| 12月1日        | 上田城二の丸演舞                                 | 旧上田市民会館前エントランス |      |
| 12月2日        | 信州上田城熱演舞                                 | 旧上田市民会館前エントランス |      |
| 12月3日        | 武将隊の城下町ガイド『真田氏ゆかりの地まち歩き』 |                              |      |
| 12月8日        | 上田城二の丸演舞                                 | 旧上田市民会館前エントランス |      |
| 12月15日       | 上田城二の丸演舞                                 | 旧上田市民会館前エントランス |      |
| 12月16日       | 上田城二の丸演舞                                 | 旧上田市民会館前エントランス |      |
| 1月13日        | 武将隊の城下町ガイド『真田氏ゆかりの地まち歩き』 |                              |      |
| 1月24日        | 上田市内保育園演舞                               | 真田保育園                   |      |
| 1月21日        | 武将隊の城下町ガイド『真田氏ゆかりの地まち歩き』 |                              |      |
| 2月1日         | 上田市内保育園演舞                               | 神科第1保育園                |      |
| 2月7日         | 上田市内保育園演舞                               | 西丘保育園                   |      |
| 2月13日        | 上田市内保育園演舞                               | 西内保育園                   |      |
| 2月14日        | 上田市内保育園演舞                               | 東内保育園                   |      |
| 2月17日        | 武将隊の城下町ガイド『真田氏ゆかりの地まち歩き』 |                              |      |
| 2月20日        | 上田市内保育園演舞                               | ちぐさ保育園                 |      |
| 2月24日        | クラブツーリズムプレミアムツアー                 |                              |      |
| 2月25日        | 武将隊の城下町ガイド『真田氏ゆかりの地まち歩き』 |                              |      |
| 3月7日         | 上田市内保育園演舞                               | 中丸子保育園                 |      |
| 2024年10月13日 | 信州上田城熱演舞                                 | 市民会館旧エントランス       |      |

## 出演・イベント出演
| 月日     | 興行名                                                               | 場所                               | 備考 |
| -------- | -------------------------------------------------------------------- | ---------------------------------- | ---- |
| 4月6日   | 春の交通安全運動出発式                                               | 上田警察署                         |      |
| 4月7日   | 観光列車「ろくもん」お見送り                                         | しなの鉄道上田駅ホーム             |      |
| 4月14日  | 第15回上田城千本桜祭り                                               | 上田城内特設会場                   |      |
| 4月29日  | 第36回上田真田まつり                                                 | 上田市内                           |      |
| 5月19日  | 第20回大信州展                                                       | 横浜市上大岡駅前特設会場           |      |
| 5月20日  | 2018年つじ祭り                                                       | 御屋敷公園（真田氏館跡）           |      |
| 6月2日   | 第67回金沢百万石まつり                                               | 金沢市内                           |      |
| 6月3日   | 第67回金沢百万石まつり                                               | 金沢市内                           |      |
| 6月24日  | 第4回山形夏の陣                                                      |                                    |      |
| 7月16日  | 軽井沢プリンスショッピングプラザ遠征                                 |                                    |      |
| 7月22日  | 第13回蓮のフェスタin信濃国分寺                                       | 信濃国分寺 本堂                    |      |
| 8月4日   | 第34回真田まつり～2018 夏の陣～                                      | 上田市真田町真田運動公園グラウンド |      |
| 8月11日  | 上田城納涼盆まつり開祭式                                             | 旧上田市民会館前エントランス       |      |
| 8月11日  | 美ヶ原遠征（PR活動）                                                 | 美ヶ原高原美術館                   |      |
| 8月25日  | 第93回謙信公祭                                                       | 市役所春日野駐車場                 |      |
| 9月15日  | MISSIONアグリプロジェクト 上田のりんごを贈ろう！                     | 豊里農園                           |      |
| 9月16日  | 信州バスまつり                                                       | 上田バス本社                       |      |
| 9月16日  | 上田城流鏑馬                                                         | 上田城跡公園 陸上競技場            |      |
| 9月21日  | 第73回国民体育大会 上田市関係者壮行会                                | アリオ上田 太陽のコート            |      |
| 9月22日  | ツーリズムEXPOジャパン                                               | 東京ビッグサイト                   |      |
| 9月23日  | 武将フェス仙台2018                                                   | SENDAI PIT                         |      |
| 10月8日  | 城ヨガ                                                               | 上田城尼ヶ淵                       |      |
| 10月13日 | 信越線開業130周年記念号出発式                                        | しなの鉄道上田駅                   |      |
| 10月20日 | 第64回名古屋まつり                                                   | 久屋大通公園会場                   |      |
| 10月21日 | 第64回名古屋まつり                                                   | 久屋大通公園会場                   |      |
| 11月3日  | 上田紅葉まつり 戦国GIG 凱ｰKACHIDOKI-                                 | 上田城跡公園                       |      |
| 11月4日  | 上田紅葉まつり 戦国GIG 凱ｰKACHIDOKIｰ                                 | 上田城跡公園                       |      |
| 11月18日 | サムライニンジャフェスティバル2018                                   | 大高緑地・若草山                   |      |
| 11月23日 | ITF 台北國際展                                                       | 台北南港展覧館一館                 |      |
| 11月24日 | ITF 台北國際展                                                       | 台北南港展覧館一館                 |      |
| 11月25日 | ITF 台北國際展                                                       | 台北南港展覧館一館                 |      |
| 11月26日 | ITF 台北國際展                                                       | 台北南港展覧館一館                 |      |
| 1月26日  | 第四回全国武将大博覧会 ｰ宴ｰ                                          | 中部国際空港 セントレア            |      |
| 1月27日  | 第四回全国武将大博覧会 ｰ宴ｰ                                          | 中部国際空港 セントレア            |      |
| 2月3日   | 真田神社 豆まき                                                      | 上田城 真田神社                    |      |
| 2月6日   | 生涯学習シンポジウム2019 「SNS」×「真田丸」=「新しい上田の魅力」とは | 上田文化会館ホール                 |      |
| 3月2日   | 信州上田観光キャンペーン                                             | たまプラーザ                       |      |
| 3月3日   | 信州上田観光キャンペーン                                             | たまプラーザ                       |      |
| ３月９日 | 戦国パーク2019                                                       | 熊本城二の丸広場                   |      |
| 3月9日   | 上田ナイトinさいたま                                                 | さいたま市 ラフォーレ清水園        |      |
| 3月10日  | 戦国パーク2019                                                       | 熊本城二の丸広場                   |      |
|          |                                                                      |                                    |      |

| 月日   | 番組名              | 場所                 | 放送局 | 備考                     |
| ------ | ------------------- | -------------------- | ------ | ------------------------ |
| 7月4日 | NHKラジオ第1 旅ラジ | 長野県上田市菅平高原 | NHK    | 公開ラジオ収録（生放送） |

| 月日     | 番組名       | 放送局     | 備考 |
| -------- | ------------ | ---------- | ---- |
| 9月20日  | マチコミ     | テレビ埼玉 |      |
| 10月12日 | マチコミ     | テレビ埼玉 |      |
| 10月16日 | 「昼ポチッ!｣ | 群馬テレビ |      |
|          |              |            |      |

## 音楽・映像作品
- 時代劇ミュージカル 紅十道 SANADA CROSSROAD

## エピソード
- 8月4日の真田まつり～夏の陣～において、忍の猿飛紅葉佐助が「望月六郎」の衣装を着用して望月六郎として演舞を行っている。
- 8月12日及び9月8日の信州上田城熱演舞の時、忍の猿飛紅葉佐助が「海野六郎」の衣装を着用して海野六郎として演舞を行っている。
  - この時の紹介口上は「変幻自在」。

## ギャラリー

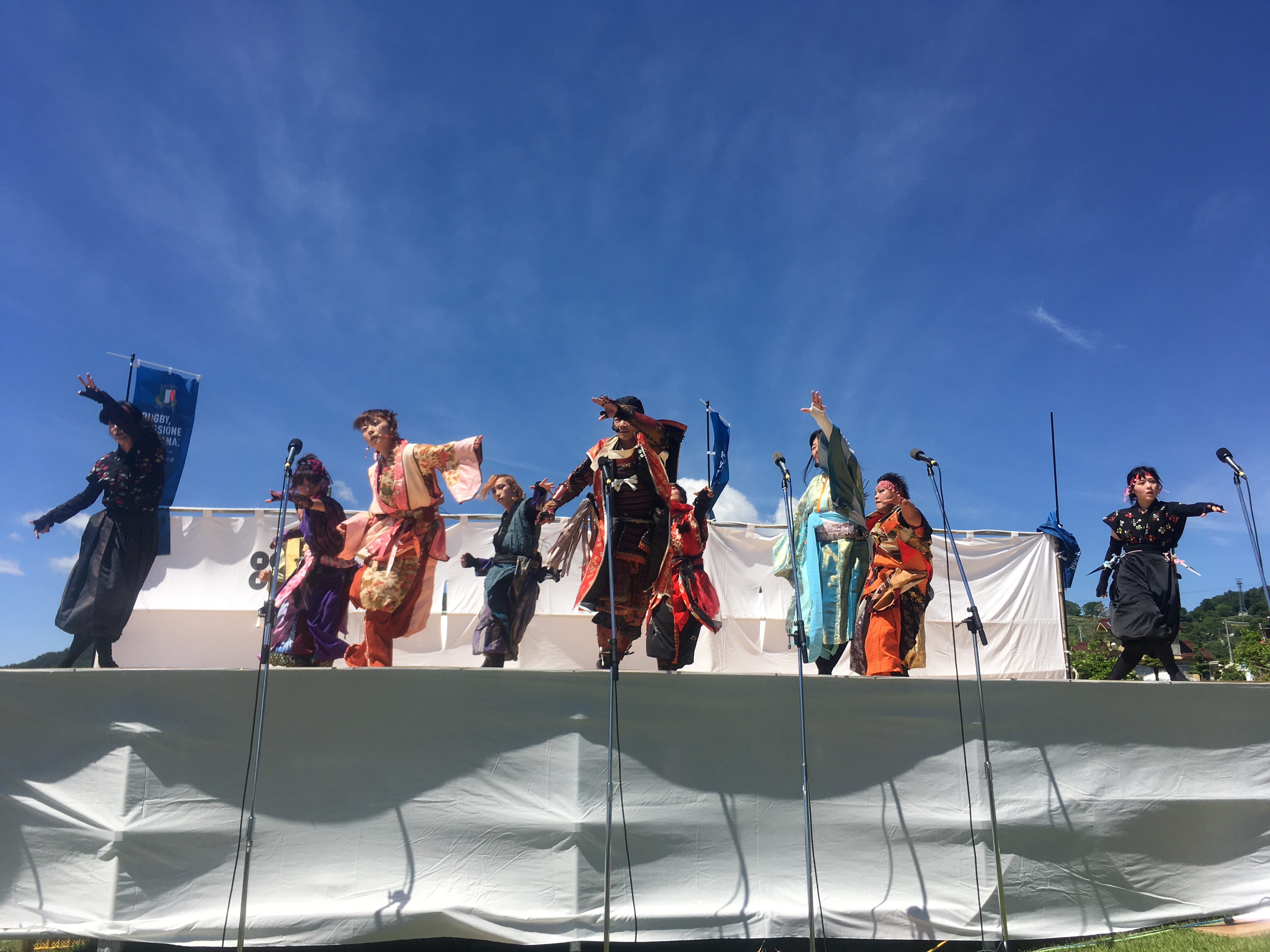
御屋敷公園つつじ祭りで演舞中の武将隊

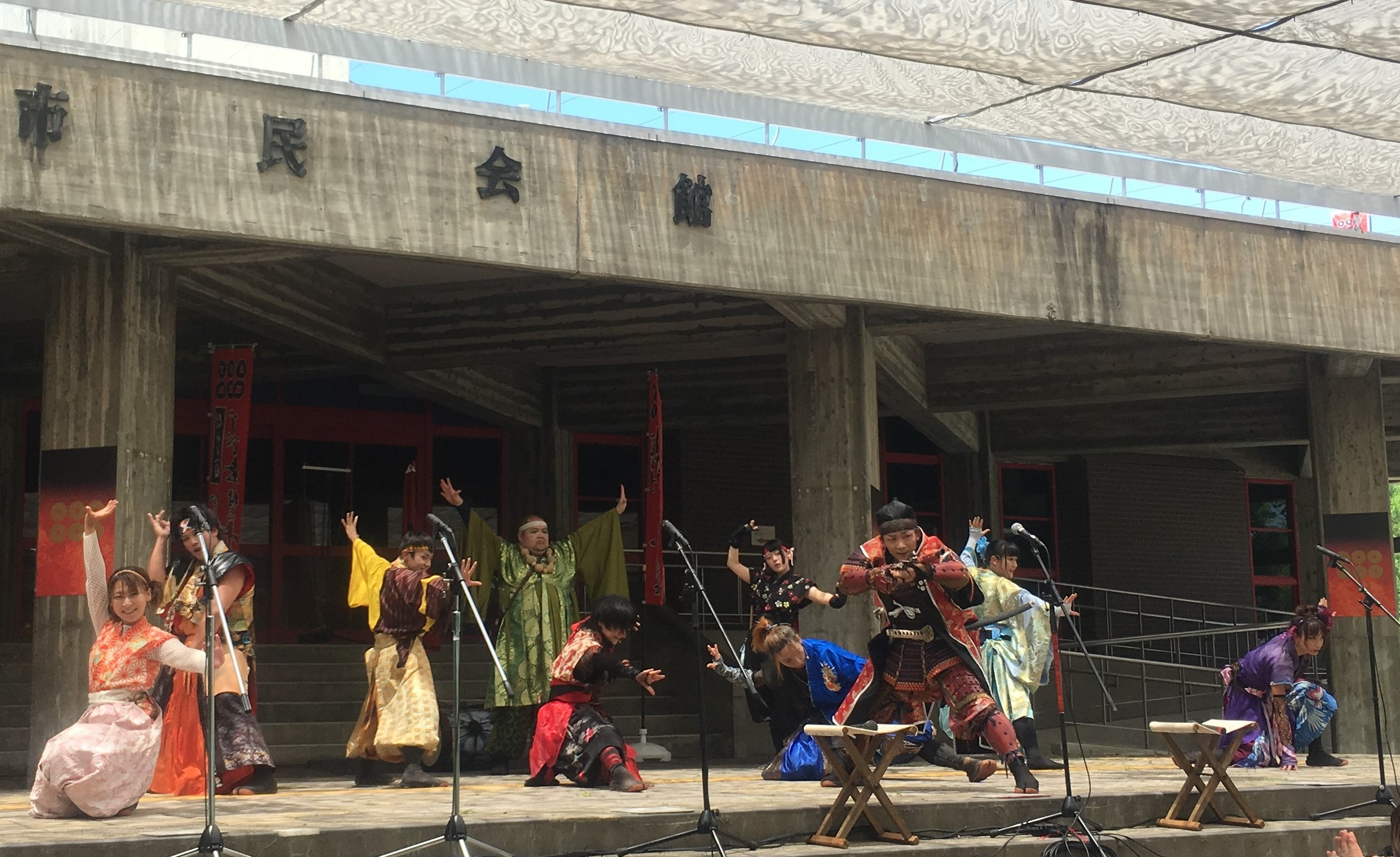
信州上田城熱演舞

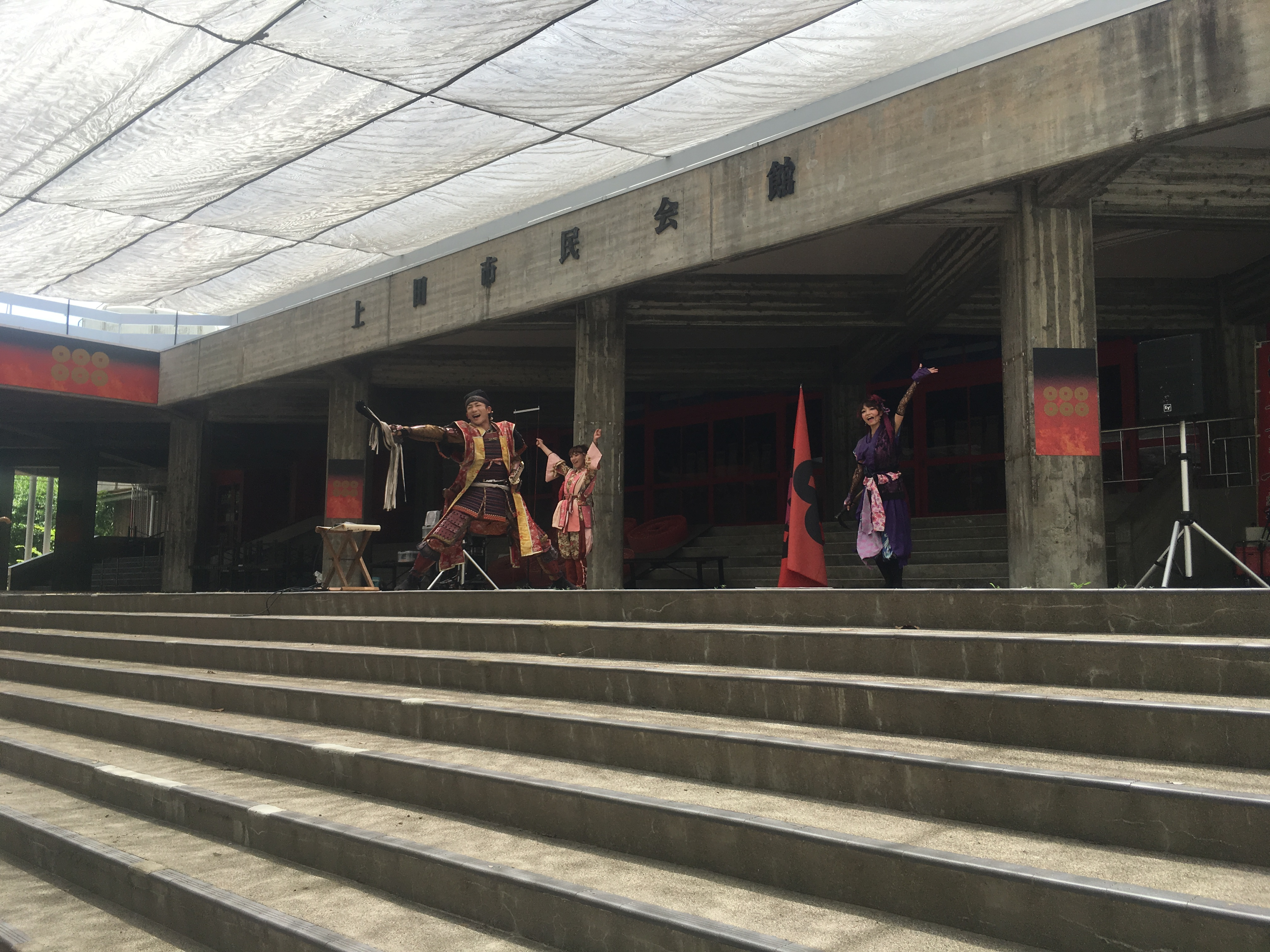
上田城二の丸演舞